# Tomasz Pietrzak
Tomasz Pietrzak (ur. 26 sierpnia 1982 w Siemianowicach Śląskich) – polski poeta, tłumacz, fotograf. Dwukrotnie nominowany do Nagrody Literackiej Nike: w 2013 za Rekordy oraz w 2015 za Umlauty. Publikował w Gazecie Wyborczej, Toposie, Odrze, Twórczości, Dwutygodniku, Wizjach, Migotaniach, Rita Baum, Esensji, Kresach, Kwartalniku Literackim WYSPA, Kwartalniku Literackim BLIZA, Portrecie, [fo:pa], Arteriach, ArtPapier, Red, sZAFa Kwartalnik Literacko-Artystyczny. Tłumaczył wiersze Marka Bibbinsa, Sylvii Plath i Pabla Nerudy. Publikuje na Liternet.pl. Redaktor działu poezja w kwartalniku sZAFa, rzecznik prasowy Portu Poetyckiego w Chorzowie.

## Twórczość literacka
- Zaklinanie chwil, Mocni, 2006
- Daj słowo. Antologia Amnesty International, Media Rodzinne 2007
- Antologia Postgeneracji: poetica – publicistica – prozaq, DWN, Kraków 2007
- Stany skupienia, KIT Stowarzyszenie Żywych Poetów, seria Pisma Literackiego „Red”, 2008
- Moral bi spet prit, wyd. Škuc, Ljubljana 2009
- Rekordy, wyd. MaMiKo, Nowa Ruda 2012
- Umlauty, Forma, 2014
- Pospół, Instytut Mikołowski im. Rafała Wojaczka w Mikołowie, 2016
- Bosiny, WBPiCAK, 2020
- Bery z dzielni, Społeczny Instytut Wydawniczy "Znak", 2025